# Weibliche Junggesellen
Weibliche Junggesellen ist der deutsche Titel des schwedischen Stummfilms Norrtullsligan, den Per Lindberg 1923 nach dem gleichnamigen, 1908 erschienenen Roman von Elin Wägner drehte. Das Drehbuch verfasste Hjalmar Bergman. In der Hauptrolle war die populäre schwedische Theaterschauspielerin Tora Teje zu sehen.

## Handlung
»Der schwedische Film schildert das trübe, arme Leben jener Hunderttausende von Mädchen, die Tag für Tag zur selben Stunde unausgeschlafen in die Kontore und Geschäfte hetzen müssen, ihre Jugend hinter Schreibmaschinen und Ladentischen für geringstes Entgelt opfern, eine Beute den Männern, früh sich ausgebend oder mickrig dahinwelkend. Sie gehen in immer wieder aufgebügelten blauen Kostümen und in billigen, immer wieder gewaschenen Blusen, voll Sehnsucht nach erweckend belebendem Anhauch von Freude und Liebe, und voll Angst, ihre Existenz zu verlieren.« (film.at)

## Hintergrund
Die Nordzoll-Liga (Norrtullsligan), das sind „vier Büroangestellte, die in einer Wohngemeinschaft leben und sich in einer von Männern dominierten Welt zu behaupten wissen. Dabei zeigt der Film die sozialen Verhältnisse präzise und genau, ohne dabei seine komödiantische Grundstimmung aufzugeben. Die lakonischen Zwischentitel stammen direkt aus dem Roman der Schriftstellerin und Journalistin Elin Wägner, der dem Film zugrunde liegt.“ (Filmmuseum München)
Elin Wägner (1882–1949) schildert die moderne berufstätige Frau und die schwedische  Frauenbewegung. Ihre besten Romane sind Norrtullsligan (Die Nordzollliga), Pennskaftet (Der Federhalter) und Åsa-Hanna (Åsa-Hanna).
Der Film, den Stellan Claësson und seine Ehefrau Karin Swanström in ihrer Firma Bonnierfilm produzierten, lag der Zensur am 19. Dezember 1923 vor und erhielt unter der Nummer 32.847 Jugendverbot. Er wurde in Schweden am 26. Dezember 1923 im Kino Röda Kvarn zu Stockholm, in Deutschland am 6. Juni 1924 erstaufgeführt. Nach Finnland kam er am 7. September 1924.

## Rezeption
„Norrtullsligan muß als ein künstlerisch sehr hochstehender Film bezeichnet werden [...] Die Regie Per Lindbergs war brillant. Manche Szenen aussergewöhnlich gelungen, andere unerhört lustig ; manche idyllisch nett, andere wieder ergreifend. Die Schauspieler haben ihre Aufgabe brillant gelöst, obwohl der Regisseur eine unerklärliche Lust hatte, sie im Negligé auftreten zu lassen. Tora Teje gab ein vollkommen durchsichtiges Bild von der Peggy ab, der ältesten in der ‘Liga’, nachdenklich und ernst, die Stütze der anderen, derjenigen, auf deren Haupt die grösste Verantwortung lastete. Das Geschwätz der Kritiker über ihre kostbaren Kleider ist reiner Unsinn...“ (S-e in: Filmjournalen, Stockholm 1923)
„Welch ein Mut, solcherlei ohne irgendwie eine spannende Handlung zu zeigen; welch ein Können, dies mit feinstem Sinn für Menschlichkeit, für gute Bilder, für zarteste Stimmungen sechs Akte durchzuführen, ohne zu langweilen.“ (Kurt Pinthus, Das Tage-Buch, Berlin, 14. Juni 1924)
„Norrtullsligan lässt ahnen, was für ein eigenwillig-originelles Talent Lindberg war: offensiv sozial engagiert, mit einem Sinn für sprechende Details des Alltags und einer exakt-stilsicheren Flamboyanz in der Regie. [...] Durchgearbeitet werden die Möglichkeiten einer alleinstehender Frau in der Gesellschaft jener Jahre, welche Lebensentwürfe ihr zugestanden wurden, was im Endeffekt immer auf eine Form von „sozialem Subalternentum“ hinauslief. Eine Gesellschaftskomödie von rarer Härte.“ (R.H., 2008)
„Letztendlich landen die City Girls aber doch in der Ehe. Etwa im schwedischen Stummfilm "Weibliche Junggesellen" (1923). Einerseits bietet er mit dem Jungesellinnenleben einen Entwurf von Weiblichkeit jenseits der Definition über den Mann. Andererseits wurde die feministische Romanvorlage über die gegen Hungerlohn und sexuelle Belästigung aufbegehrenden Frauen umgemünzt. Dies als Happy End oder vor dem Hintergrund einer maskeradenhaften Inszenierung der Geldheirat als Queer-Farce zu verstehen bleibt den Zuschauern überlassen.“ (S. Vogel, taz 2009)

## Wiederaufführungen
2007 wurde der Film restauriert und bei den Internationalen Filmfestspielen Berlin (Berlinale) in der Programmsparte Retrospektive präsentiert.
Im Österreichischen Filmmuseum war Norrtullsligan am Sonntag, den 9. November 2008 um 18:30 Uhr mit schwedischen Zwischentiteln und deutscher Übersetzung zu sehen.
Am Freitag, den 3. Juli 2009 wurde Norrtullsligan im Rahmen des Symposiums City Girls aufgeführt, das anlässlich
des 65. Geburtstages von Christina von Braun und Inge Stephan vom 2. bis 4. Juli 2009 im Kino Babylon und im ICI Kulturlabor Berlin stattfand. Eine Einführung gab Stefanie von Schnurbein, die musikalische Illustration besorgte Stephan Graf von Bothmer.
Der Film lief bei den 5. Frauenfilmtagen in Nürnberg am Sonntag, den 10. März 2013 um 19:15 Uhr im kommunalen Kino Filmhaus, wo er von Dr. Dieter Meyer am Flügel begleitet wurde.
Er lief auch bei den 31. Internationalen Stummfilmtagen in Bonn im Arkadenhof der Universität am Donnerstag, den 13. August 2015 mit Klavierbegleitung durch Stephen Horne, den ‘Hauspianisten’ des Londoner National Film Theatre.
Das Filmmuseum München zeigte Norrtullsligan am Samstag, den 12. November 2015 um 18:30 Uhr. An Flügel und Violine begleitete die Vorstellung Günter A. Buchwald.